# アマルガメイテッド・ロードストーン・コーポレーション
アマルガメイテッド・ロードストーン・コーポレーション（英語: Amalgamated Roadstone Corporation、略称:ARC）はイギリスに存在した採石会社。 

## 歴史
アマルガメイテッド・ロードストーン・コーポレーション(ARC)は1935年4月23日にイギリスで多くの採石場を取得するために設立された。1947年、ARCはブリティッシュ採石会社（British Quarrying Co Ltd , BQC)の持つ採石場の大部分を取得した。1958年には58ヶ所の採石場を取得していた。
1989年、ARCはハンソンPLCによって金の採掘会社であるコンソリデーテッド・ゴールドフィールズ買収の一環として共に取得された。